# Línea 129 (Tucumán)
La Línea 129 es una línea de colectivos interurbana operada por Tandilense S.R.L. Esta conecta las localidades de San Miguel de Tucumán y Banda del Río Salí del Gran San Miguel de Tucumán.

## Recorrido

### Ramal Banda del Río Salí- Barrio La Milagrosa[1][2][3]
Los Vallistos, Los Arces, Ruta Provincial 306, Coviello, Dorrego, Congreso, Ruta Nacional 9, Pje. Ibatín, Av. San Martín Oeste, Av. Benjamín Aráoz, Av. Bdo. Terán, Domingo García, Av. Sáenz Peña, Lamadrid, La Rioja, Catamarca, Corrientes, Av. Avellaneda, Av. Benjamín Aráoz, Terminal de Ómnibus, Av. Bdo. Terán, Av. Benjamín Aráoz, Av. San Martín Oeste, Dorrego, Coviello, Ruta Provincial 306, Los Arces, Los Vallistos.

## Lugares de Interés
- Hospital del Este
- Parque 9 de julio
- Terminal de Ómnibus de San Miguel de Tucumán
- Facultad de Filosofía y Letras UNT
- Facultad de Educación Física UNT